# 9297 Марчук
9297 Марчук (9297 Marchuk) — астероїд головного поясу, відкритий 25 червня 1984 року.
Тіссеранів параметр щодо Юпітера — 3,323.